# Jeřáb dunajský

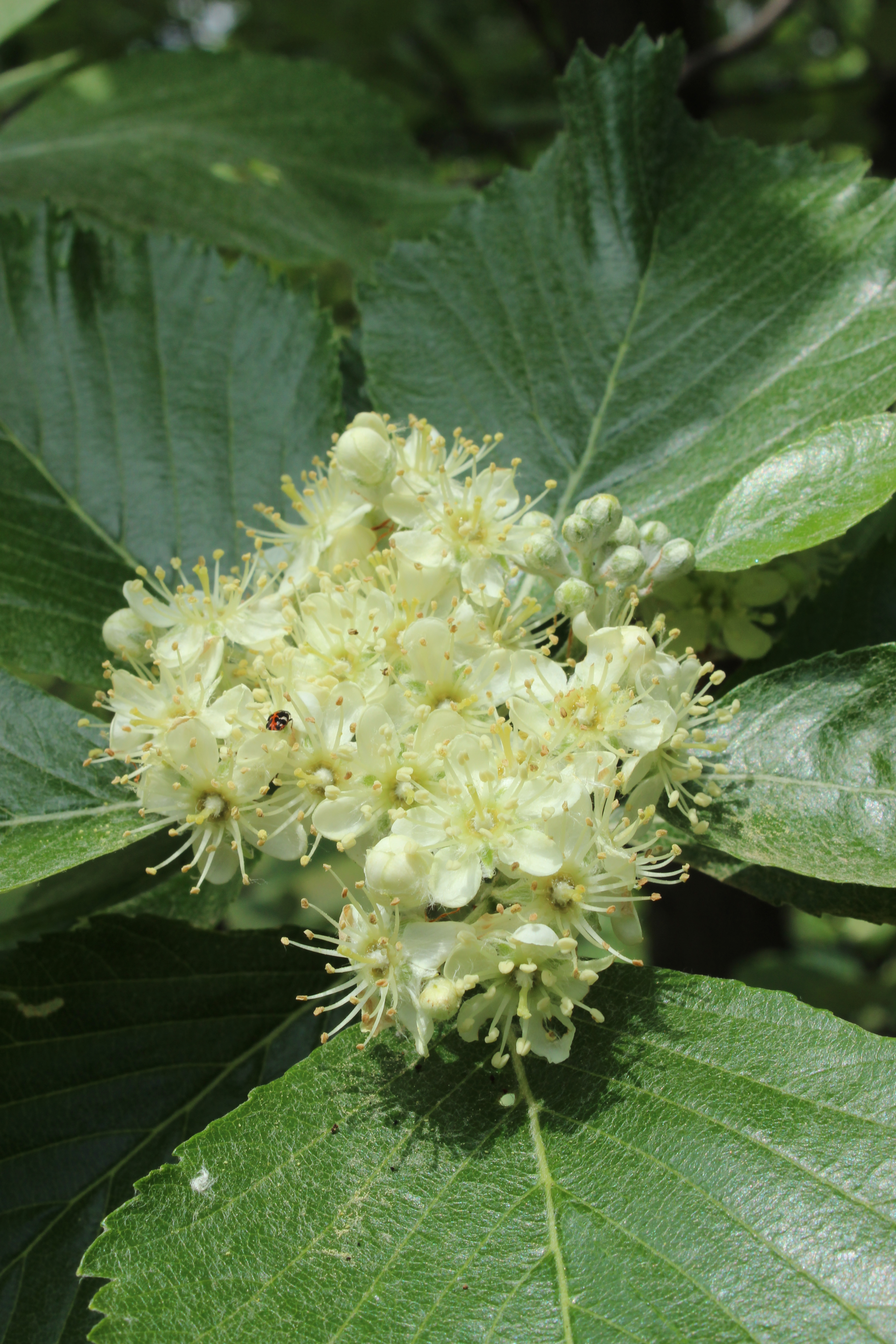
Květenství

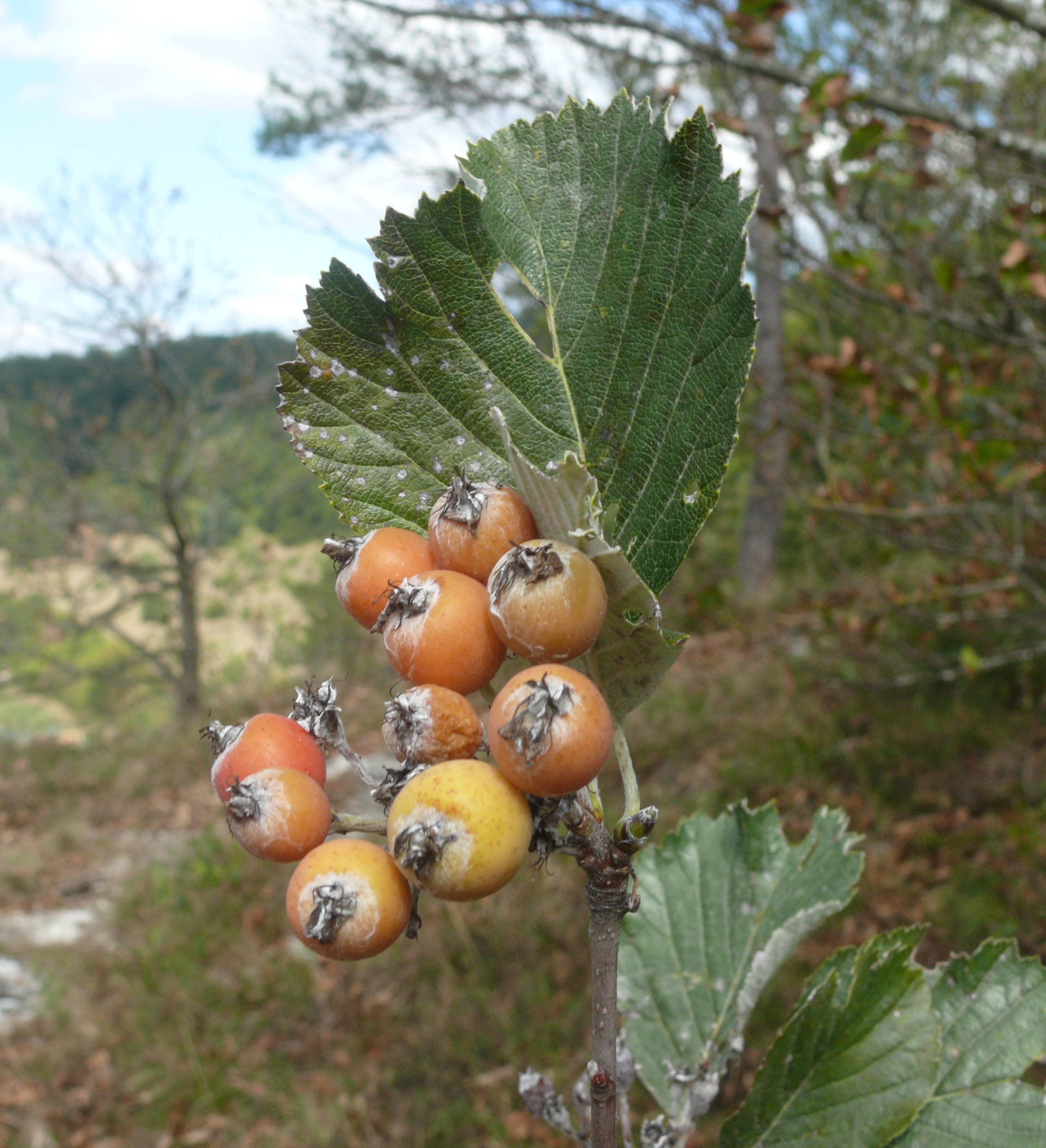
Plody

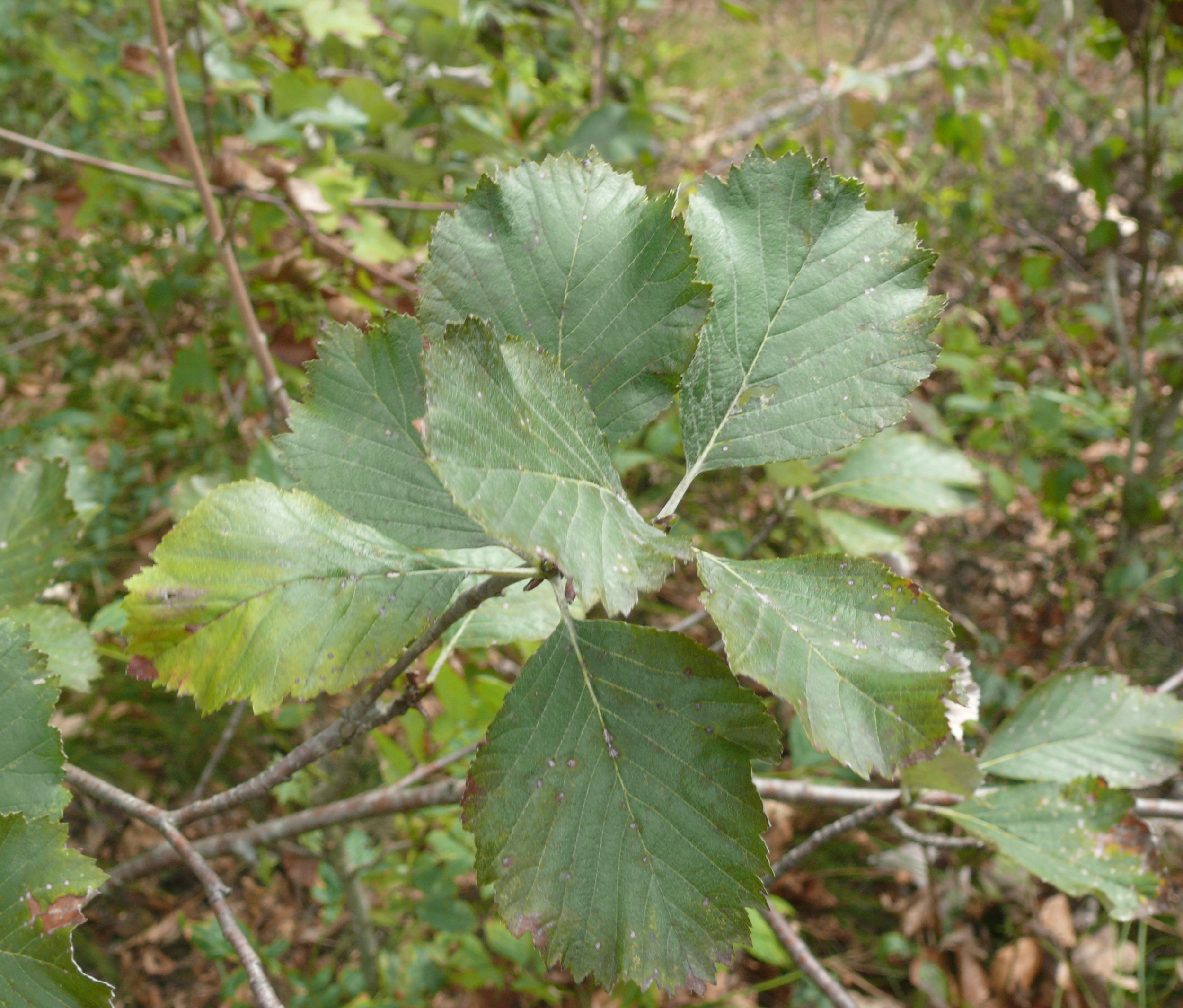
Listy

Jeřáb dunajský (Sorbus danubialis) je nízký strom nebo keř rostoucí na méně úrodných, převážně kamenitých půdách. Je považován za tetraploidní hybridogenní druh z podrodu Aria, který vznikl křížením tzv. primárních druhů v rámci tohoto podrodu, pravděpodobně jeřábu řeckého (Sorbus graeca) a jeřábu okoličnatého (Sorbus umbellata).

## Rozšíření
Je výhradně Evropský druh rozšířený ostrůvkovitě ve střední a jihovýchodní Evropě. Hlavní výskyt má ve střední Evropě, kde mimo Českou republiku roste v Rakousku, Německu, na Slovensku a v Maďarsku. Na východě Evropě se řídce vyskytuje v Rumunsku a na Ukrajině.
V ČR roste ve dvou arelách, v obou roztroušeně až vzácně. Česká se nachází v teplých oblastech středních a severozápadních Čech a moravská na území jižní Moravy. Populace jeřábu dunajského je v těchto místech rozptýlena v závislosti na přítomnosti skalnatých svahů a skalních výchozů. Roste v oblastech s podložím tvořeným vápencovými skalami (Český kras, Moravský kras, Pavlovské vrchy, Džbánské vrchy) nebo vulkanickými vyvřelinami (České středohoří, Doupovské hory). Vyskytuje se na teplých, většinou dobře osluněných místech v pahorkatinném až vrchovinném, zřídka i horském vegetačním stupni, konkrétně od 175 do 940 m n. m.

## Ekologie
Je světlomilný druh vyskytující se převážně na otevřených polohách skalnatých lesostepí, v menší míře v částečném zástinu v lesních porostech s mezernatým korunovým zápojem. Je schopen růst i na místech na živiny poměrně chudých, kde se náročnější druhy již téměř nevyskytují, je tolerantní i k vysychavým stanovištím. Je tetraploidním druhem a usuzuje se na apomiktický vznik druhu. Ploidie druhu 2n = 68.

## Popis
Strom nebo keř vysoký od dvou do pěti metrů s tmavošedou, stářím se odlupující kůrou. Na vysychavém podloží krystalického vápence se často tvoří mnohokmeny s metlovitým typem větvení, kdežto na silikátovém podloží vyrůstají ve větší míře jedinci s hlavním kmenem a slabšími pařezovými výmladky, zakončeným deštníkovitou korunou. Na propustném stanovišti má kořen kůlovitý, na kamenitém různě rozprostřený. Z vejčitých, lysých, na konci špičatých pupenů střídavě vyrůstají jednoduché listy s řapíkem asi 1 cm dlouhým. Jejich čepel je poměrně tuhá, okrouhle kosníkovitého tvaru, nejčastěji 4 až 5 cm dlouhá a 3 až 4 cm široká. Na bázi je listová čepel klínovitá, má zašpičatělý vrcholek, po obvodě bývá jednoduše až zastřihovaně hrubě pilovitá, často je zprohýbaná, na svrchní straně lysá a na spodní plstnatá. Drobné palisty brzy opadají.
Květy vyrůstají v chocholičnatých latách s olysávajícími větvemi. Oboupohlavné, pětičetné květy mají nálevkovitou češulí. Vytrvalé kališní lístky jsou za květu ohrnuté a později na plodech suché a vztyčené. Korunní lístky jsou volné, žlutobílé a široce eliptické či okrouhlé. V květu je větší počet tyčinek (okolo dvaceti) a dvě až tři volné čnělky s plochými bliznami. Polospodní vícedílný semeník má v každém pouzdru po dvou vajíčkách, z nichž se obvykle v semeno vyvine jen jedno. Květy rozkvétající v květnu a červnu, jsou opylovány hmyzem a jsou schopné i samoopylení; případně mohou vzniknout plodná semena i apomikticky, tj. bez opylení.
Plodenství je tvořeno leskle červenými, asi 8 mm velkými malvicemi (jeřabinami) kulovitého či vejcovitého tvaru. Malvice s chrupavčitým endokarpem bývají roztroušeně posetá lenticelami, mají vzpřímené zaschlé kališní lístky a obsahují podlouhlá, červenohnědá semena dlouhá asi 5 mm sloužící k rozmnožování rostliny.

## Ohrožení
Jeřáb dunajský se vyskytuje v české přírodě jen v malém počtu a je ohrožen hlavně devastací stanovišť. Hrozí mu zánik následkem zásadních změn ve způsobu obhospodařování lesa způsobující vymírání na světlo náročných druhů, stejně jako škodlivým vystavením plošné eutrofizací. Nejkritičtější situace nastává při přeměně listnatého lesa na jehličnatou monokulturu. Je proto v "Červeném seznamu ohrožených druhů České republiky" zařazen mezi ohrožené druhy (C3).